# Tournoi des Six Nations 2004
Cet article traite de l'épreuve masculine. Pour la compétition féminine, voir Tournoi des Six Nations féminin 2004.
Pour un article plus général, voir Tournoi des Six Nations.
Navigation
Tournoi 2003 Tournoi 2005
Le Tournoi des Six Nations 2004 est la cent-dixième édition de la compétition organisée depuis 1882 d'abord entre les nations des îles britanniques, puis avec l'introduction de la France en 1910 et de l'Italie en 2000. C'est la cinquième organisée depuis le passage à six nations et la première par le Six Nations Rugby Limited. Cette édition se déroule du 14 février au 27 mars 2004 et fut remportée par l'équipe de France qui signe son huitième Grand Chelem. 
L'Irlande remporte sa première Triple couronne depuis 1985, tandis que l'Écosse concède sa première Cuillère de bois depuis 1994.

## Villes et stades
| Londres (Angleterre)                  | Saint-Denis (France)              | Édimbourg (Écosse)                    |
| ------------------------------------- | --------------------------------- | ------------------------------------- |
| Stade de Twickenham Capacité : 82 000 | Stade de France Capacité : 81 338 | Murrayfield Stadium Capacité : 67 130 |
| Le Stade de Twickenham à Londres.     | La stade France à Saint-Denis.    | Le stade Murrayfield à Édimbourg.     |
| Rome (Italie)                         | Dublin (Irlande)                  | Cardiff (Pays de Galles)              |
| Stade Flaminio Capacité : 30 000      | Lansdowne Road Capacité : 49 500  | Millennium Stadium Capacité : 74 500  |
| Le stade Flaminio à Rome.             | Croke Park à Dublin               | Le Millenium Stadium à Cardiff.       |

## Classement final
| Rang | Nation         | J | V | N | D | Em | Ee | Pm  | Pe  | Diff | Pts |
| ---- | -------------- | - | - | - | - | -- | -- | --- | --- | ---- | --- |
| 1    | France         | 5 | 5 | 0 | 0 | 14 | 5  | 144 | 60  | +84  | 10  |
| 2    | Irlande        | 5 | 4 | 0 | 1 | 17 | 8  | 128 | 82  | +46  | 8   |
| 3    | Angleterre (T) | 5 | 3 | 0 | 2 | 17 | 6  | 150 | 86  | +64  | 6   |
| 4    | Pays de Galles | 5 | 2 | 0 | 3 | 14 | 13 | 125 | 116 | +9   | 4   |
| 5    | Italie         | 5 | 1 | 0 | 4 | 2  | 20 | 42  | 152 | -110 | 2   |
| 6    | Écosse         | 5 | 0 | 0 | 5 | 4  | 16 | 53  | 146 | -93  | 0   |

|  | Vainqueur du Tournoi |
|  | T, tenant du titre   |

Attribution des points : deux points pour une victoire, un point pour un match nul, rien en cas de défaite.

Règles de classement : 1. points de classement, 2. différence de points, 3. nombre d'essais marqués, 4. titre partagé.

## Acteurs de la compétition

### Joueurs

#### Angleterre
| Entraîneur | Entraîneur             | Clive Woodward                                                          |
| Avants     | Pilier                 | Jason Leonard, Matt Stevens, Phil Vickery, Julian White, Trevor Woodman |
| Avants     | Talonneur              | Mark Regan, Steve Thompson                                              |
| Avants     | Deuxième ligne         | Steve Borthwick, Danny Grewcock, Ben Kay, Simon Shaw                    |
| Avants     | Troisième ligne aile   | Neil Back, Richard Hill, Chris Jones, Alex Sanderson, Joe Worsley       |
| Avants     | Troisième ligne centre | Martin Corry, Lawrence Dallaglio                                        |
| Arrières   | Demi de mêlée          | Matt Dawson, Andy Gomarsall                                             |
| Arrières   | Demi d'ouverture       | Olly Barkley, Paul Grayson                                              |
| Arrières   | Centre                 | Mike Catt, Will Greenwood, Henry Paul, Mike Tindall                     |
| Arrières   | Ailier                 | Ben Cohen, Josh Lewsey, James Simpson-Daniel                            |
| Arrières   | Arrière                | Iain Balshaw, Jason Robinson                                            |

#### Écosse
| Entraîneur | Entraîneur             | Matt Williams                                          |
| Avants     | Pilier                 | Bruce Douglas, Allan Jacobsen, Gavin Kerr, Tom Smith   |
| Avants     | Talonneur              | Gordon Bulloch, Robbie Russell                         |
| Avants     | Deuxième ligne         | Stuart Grimes, Nathan Hines, Scott Murray              |
| Avants     | Troisième ligne aile   | Allister Hogg, Cameron Mather, Jon Petrie, Jason White |
| Avants     | Troisième ligne centre | Simon Taylor                                           |
| Arrières   | Demi de mêlée          | Mike Blair, Chris Cusiter,                             |
| Arrières   | Demi d'ouverture       | Dan Parks, Chris Paterson                              |
| Arrières   | Centre                 | Andrew Henderson, Brendan Laney, Tom Philip            |
| Arrières   | Ailier                 | Simon Danielli, Simon Webster                          |
| Arrières   | Arrière                | Ben Hinshelwood, Derrick Lee                           |

#### France
| Entraîneur | Entraîneur             | Bernard Laporte                                                                       |
| Avants     | Pilier                 | Jean-Jacques Crenca, Pieter de Villiers, Sylvain Marconnet                            |
| Avants     | Talonneur              | Yannick Bru, William Servat                                                           |
| Avants     | Deuxième ligne         | David Auradou, Pascal Papé, Fabien Pelous                                             |
| Avants     | Troisième ligne aile   | Serge Betsen, Julien Bonnaire, Olivier Magne                                          |
| Avants     | Troisième ligne centre | Imanol Harinordoquy, Thomas Lièvremont                                                |
| Arrières   | Demi de mêlée          | Jean-Baptiste Élissalde, Pierre Mignoni, Dimitri Yachvili                             |
| Arrières   | Demi d'ouverture       | Frédéric Michalak, Julien Peyrelongue                                                 |
| Arrières   | Centre                 | Yannick Jauzion, Brian Liebenberg, Damien Traille                                     |
| Arrières   | Ailier                 | Vincent Clerc, Christophe Dominici, Pépito Elhorga, Cédric Heymans, Aurélien Rougerie |
| Arrières   | Arrière                | Nicolas Brusque, Clément Poitrenaud                                                   |

#### Galles
| Entraîneur | Entraîneur             | Steve Hansen                                                           |
| Avants     | Pilier                 | Ben Evans, Gethin Jenkins, Adam Jones, Duncan Jones, Iestyn Thomas     |
| Avants     | Talonneur              | Huw Bennett, Mefin Davies, Robin McBryde                               |
| Avants     | Deuxième ligne         | Brent Cockbain, Gareth Llewellyn, Michael Owen, Robert Sidoli          |
| Avants     | Troisième ligne aile   | Colin Charvis , Martyn Williams                                        |
| Avants     | Troisième ligne centre | Dafydd Jones, Alix Popham                                              |
| Arrières   | Demi de mêlée          | Gareth Cooper, Dwayne Peel                                             |
| Arrières   | Demi d'ouverture       | Stephen Jones, Ceri Sweeney                                            |
| Arrières   | Centre                 | Iestyn Harris, Sonny Parker, Jamie Robinson, Tom Shanklin, Mark Taylor |
| Arrières   | Ailier                 | Rhys Williams, Shane Williams                                          |
| Arrières   | Arrière                | Gareth Thomas                                                          |

#### Irlande
| Entraîneur | Entraîneur             | Eddie O'Sullivan                                                    |
| Avants     | Pilier                 | Simon Best, John Hayes, Marcus Horan                                |
| Avants     | Talonneur              | Shane Byrne, Frankie Sheahan                                        |
| Avants     | Deuxième ligne         | Gary Longwell, Donncha O'Callaghan, Paul O'Connell, Malcolm O'Kelly |
| Avants     | Troisième ligne aile   | Victor Costello, Simon Easterby, Keith Gleeson, David Wallace       |
| Avants     | Troisième ligne centre | Anthony Foley                                                       |
| Arrières   | Demi de mêlée          | Guy Easterby, Peter Stringer                                        |
| Arrières   | Demi d'ouverture       | David Humphreys, Ronan O'Gara                                       |
| Arrières   | Centre                 | Gordon D'Arcy, Kevin Maggs, Brian O'Driscoll                        |
| Arrières   | Ailier                 | Anthony Horgan, Shane Horgan, Tyrone Howe, Geordan Murphy           |
| Arrières   | Arrière                | Girvan Dempsey                                                      |

#### Italie
| Entraîneur | Entraîneur             | John Kirwan                                                                            |
| Avants     | Pilier                 | Martín Castrogiovanni, Andrea Lo Cicero, Salvatore Perugini                            |
| Avants     | Talonneur              | Carlo Festuccia, Fabio Ongaro                                                          |
| Avants     | Deuxième ligne         | Marco Bortolami, Carlo Checchinato, Carlo Del Fava, Santiago Dellapè, Roberto Mandelli |
| Avants     | Troisième ligne aile   | Andrea De Rossi , Silvio Orlando, Aaron Persico                                        |
| Avants     | Troisième ligne centre | Scott Palmer, Sergio Parisse                                                           |
| Arrières   | Demi de mêlée          | Paul Griffen, Simon Picone                                                             |
| Arrières   | Demi d'ouverture       | Roland de Marigny, Rima Wakarua                                                        |
| Arrières   | Centre                 | Matteo Barbini, Manuel Dallan, Andrea Masi, Cristian Stoica                            |
| Arrières   | Ailier                 | Mirco Bergamasco, Denis Dallan, Nicola Mazzucato                                       |
| Arrières   | Arrière                | Gonzalo Canale                                                                         |

### Arbitres
| FIRA-AER | FORU                                                      | CAR                                             |
| --- | --------------------------------------------------------- | ----------------------------------------------- |
| - Chris White - Joël Jutge - Donal Courtney - Alan Lewis - Dave McHugh - Alain Rolland - Nigel Whitehouse - Nigel Williams | - Andrew Cole - Scott Young - Kelvin Deaker - Paul Honiss | - Jonathan Kaplan - Mark Lawrence - Andy Turner |

## Statistiques individuelles

### Meilleur joueur
C'est la première édition où est désigné le meilleur joueur de la compétition. Lors de chaque match, le meilleur joueur est désigné par les téléspectateurs. Plus de 12 000 internautes participent au vote pour élire le meilleur joueur dont l'honneur revient à l'Irlandais Gordon D'Arcy qui remporte 50 % des suffrages des internautes :
- 1° Gordon D'Arcy ( Irlande) : 50 %
- 2° Paul O'Connell ( Irlande) : 13 %
- 3° Ben Cohen ( Angleterre) : 9 %
- 4° Gareth Thomas ( Pays de Galles) : 8 %
- 5° Serge Betsen ( France) : 6 %
- 6° Autre : 13 %

### Meilleur marqueur
| Rang | Joueur              | Essais | Équipe         |
| ---- | ------------------- | ------ | -------------- |
| 1    | Imanol Harinordoquy | 4      | France         |
| 1    | Rhys Williams       | 4      | Pays de Galles |
| 1    | Ben Cohen           | 4      | Angleterre     |
| 4    | Yannick Jauzion     | 3      | France         |
| 4    | Brian O'Driscoll    | 3      | Irlande        |
| 4    | Tom Shanklin        | 3      | Pays de Galles |
| 4    | Josh Lewsey         | 3      | Angleterre     |
| 4    | Jason Robinson      | 3      | Angleterre     |

### Meilleur réalisateur
| Rang | Joueur                  | Équipe         | Poste                    | MJ  | Points | Essais | Tr. | Pén. | Drops |
| ---- | ----------------------- | -------------- | ------------------------ | --- | ------ | ------ | --- | ---- | ----- |
| 1    | Stephen Jones           | Pays de Galles | Demi d'ouverture         | 5/5 | 55     | 0      | 8   | 13   | 0     |
| 2    | Ronan O'Gara            | Irlande        | Demi d'ouverture         | 5/5 | 48     | 1      | 11  | 7    | 0     |
| 3    | Paul Grayson            | Angleterre     | Demi d'ouverture         | 3/5 | 43     | 1      | 7   | 8    | 0     |
| 4    | Jean-Baptiste Elissalde | France         | Demi de mêlée            | 3/5 | 36     | 2      | 4   | 6    | 0     |
| 5    | Dimitri Yachvili        | France         | Demi de mêlée            | 5/5 | 35     | 1      | 3   | 8    | 0     |
| 6    | Chris Paterson          | Écosse         | Arrière/Demi d'ouverture | 5/5 | 30     | 0      | 3   | 7    | 1     |

## Résultats
- Première journée

| Saint-Denis, 14 février | France         | 35 - 17 | Irlande    |
| Cardiff, 14 février     | Pays de Galles | 23 - 10 | Écosse     |
| Rome, 15 février        | Italie         | 9 - 50  | Angleterre |

- Deuxième journée

| Saint-Denis, 21 février | France  | 25 - 0  | Italie         |
| Édimbourg, 21 février   | Écosse  | 13 - 35 | Angleterre     |
| Dublin, 22 février      | Irlande | 36 - 15 | Pays de Galles |

- Troisième journée

| Rome, 6 mars    | Italie         | 20 - 14 | Écosse  |
| Londres, 6 mars | Angleterre     | 13 - 19 | Irlande |
| Cardiff, 7 mars | Pays de Galles | 22 - 29 | France  |

- Quatrième journée

| Dublin, 20 mars    | Irlande    | 19 - 3  | Italie         |
| Londres, 20 mars   | Angleterre | 31 - 21 | Pays de Galles |
| Édimbourg, 21 mars | Écosse     | 0 - 31  | France         |

- Cinquième journée

| Cardiff, 27 mars     | Pays de Galles | 44 - 10 | Italie     |
| Dublin, 27 mars      | Irlande        | 37 - 16 | Écosse     |
| Saint-Denis, 27 mars | France         | 24 - 21 | Angleterre |

### Première journée

#### France - Irlande
| Match 1 14 février 2004 15:00 GMT+1 | France | 35 – 17 (11 – 3) | Irlande                                                                                  | Stade de France, Saint-Denis 79 547 spectateurs Arbitre : Chris White |
| Match 1 14 février 2004 15:00 GMT+1 | Essai(s) : Clerc (28e) Papé (51e) Jauzion (55e) Elissalde (77e) Transformation(s) : Michalak 3 (51e, 56e, 77e) Pénalité(s) : Michalak 3 (20e, 33e, 59e) | Rapport          | Essai(s) : Foley (44e) Howe (70e) Transformation(s) : O'Gara 2 Pénalité(s) : O'Gara (6e) | Stade de France, Saint-Denis 79 547 spectateurs Arbitre : Chris White |
| Match 1 14 février 2004 15:00 GMT+1 | | Rapport          |                                                                                          | Stade de France, Saint-Denis 79 547 spectateurs Arbitre : Chris White |

#### Galles - Écosse
| Match 2 14 février 2004 16:00 GMT | Pays de Galles | 23 – 10 (18 – 3) | Écosse                                                                       | Millennium Stadium, Cardiff 72 500 spectateurs Arbitre : Donal Courtney |
| Match 2 14 février 2004 16:00 GMT | Essai(s) : R. Williams 2 (3e, 48e) Ad. Jones (14e) Transformation(s) : S. Jones (14e) Pénalité(s) : S. Jones 2 (23e, 40e) | Rapport          | Essai(s) : Taylor (80e) Transformation(s) : Paterson Drop(s) : Paterson (7e) | Millennium Stadium, Cardiff 72 500 spectateurs Arbitre : Donal Courtney |
| Match 2 14 février 2004 16:00 GMT | | Rapport          |                                                                              | Millennium Stadium, Cardiff 72 500 spectateurs Arbitre : Donal Courtney |

#### Italie - Angleterre
| Match 3 15 février 2004 15:00 GMT+1 | Italie                                                    | 9 – 50 (9 – 26) | Angleterre | Stadio Flaminio, Rome 28 500 spectateurs Arbitre : Andy Turner |
| Match 3 15 février 2004 15:00 GMT+1 | Pénalité(s) : Wakarua 2 (19e, 26e) Drop(s) : Wakarua (5e) | Rapport         | Essai(s) : Balshaw (16e) Robinson 3 (21e, 40e, 60e) Lewsey (56e) Grayson (67e) C. Jones (80e) Transformation(s) : Grayson 3 (16e, 56e, 67e) Pénalité(s) : Grayson 3 (2e, 17e, 33e) | Stadio Flaminio, Rome 28 500 spectateurs Arbitre : Andy Turner |
| Match 3 15 février 2004 15:00 GMT+1 |                                                           | Rapport         | | Stadio Flaminio, Rome 28 500 spectateurs Arbitre : Andy Turner |

### Deuxième journée

#### France - Italie
| Match 4 21 février 2004 15:00 GMT+1 | France | 25 – 0 (10 – 0) | Italie | Stade de France, Saint-Denis 79 080 spectateurs Arbitre : Alan Lewis |
| Match 4 21 février 2004 15:00 GMT+1 | Essai(s) : Harinordoquy 2 (25e, 65e) Elhorga (75e) Transformation(s) : Elissalde 2 (26e, 66e) Pénalité(s) : Elissalde (13e) Traille (42e) | Rapport         |        | Stade de France, Saint-Denis 79 080 spectateurs Arbitre : Alan Lewis |
| Match 4 21 février 2004 15:00 GMT+1 | | Rapport         |        | Stade de France, Saint-Denis 79 080 spectateurs Arbitre : Alan Lewis |

#### Écosse - Angleterre
| Match 5 21 février 2004 17:30 GMT | Écosse | 13 – 35 (6 – 20) | Angleterre | Murrayfield Stadium, Édimbourg 67 500 spectateurs Arbitre : David McHugh |
| Match 5 21 février 2004 17:30 GMT | Essai(s) : Danielli (58e) Transformation(s) : Paterson Pénalité(s) : Paterson 2 (3e, 26e) Carton(s) jaune(s) : S. Taylor (64e) | Rapport          | Essai(s) : Cohen (11e) Balshaw (28e) Lewsey (48e) Grewcock (66e) Transformation(s) : Grayson 3 (12e, 29e, 67e) Pénalité(s) : Grayson 3 (15e, 25e, 61e) | Murrayfield Stadium, Édimbourg 67 500 spectateurs Arbitre : David McHugh |
| Match 5 21 février 2004 17:30 GMT | | Rapport          | | Murrayfield Stadium, Édimbourg 67 500 spectateurs Arbitre : David McHugh |

#### Irlande - Galles
| Match 6 22 février 2004 15:00 GMT | Irlande | 36 – 15 (24 – 3) | Pays de Galles                                                                                   | Lansdowne Road, Dublin 49 000 spectateurs Arbitre : Joël Jutge |
| Match 6 22 février 2004 15:00 GMT | Essai(s) : Byrne (1re, 40e+2) O'Driscoll (15e, 53e) O'Gara (31e) Foley (80e) Transformation(s) : O'Gara 3 (1re, 15e, 53e) Carton(s) jaune(s) : Dempsey 36e | Rapport          | Essai(s) : Shanklin 64e, 77e Transformation(s) : S. Jones 77e Pénalité(s) : S. Jones 2 (6e, 36e) | Lansdowne Road, Dublin 49 000 spectateurs Arbitre : Joël Jutge |
| Match 6 22 février 2004 15:00 GMT | | Rapport          |                                                                                                  | Lansdowne Road, Dublin 49 000 spectateurs Arbitre : Joël Jutge |

### Troisième journée

#### Italie - Écosse
| Match 7 6 mars 2004 13:30 GMT | Italie                                                                      | 20 – 14 (9 – 9) | Écosse                                                           | Stadio Flaminio, Rome 21 340 spectateurs Arbitre : Nigel Whitehouse |
| Match 7 6 mars 2004 13:30 GMT | Essai(s) : Ongaro (42e) Pénalité(s) : de Marigny 5 (2e, 12e, 40e, 69e, 75e) | Rapport         | Essai(s) : Webster (80e) Pénalité(s) : Paterson 3 (9e, 33e, 39e) | Stadio Flaminio, Rome 21 340 spectateurs Arbitre : Nigel Whitehouse |
| Match 7 6 mars 2004 13:30 GMT |                                                                             | Rapport         |                                                                  | Stadio Flaminio, Rome 21 340 spectateurs Arbitre : Nigel Whitehouse |

#### Angleterre - Irlande
| Match 8 6 mars 2004 16:00 GMT | Angleterre                                                                             | 13 – 19 (10 – 12) | Irlande                                                                                         | Twickenham Stadium, Londres 72 000 spectateurs Arbitre : Paul Honiss |
| Match 8 6 mars 2004 16:00 GMT | Essai(s) : Dawson (27e) Transformation(s) : Grayson Pénalité(s) : Grayson 2 (32e, 66e) | Rapport           | Essai(s) : Dempsey (52e) Transformation(s) : O'Gara Pénalité(s) : O'Gara 4 (17e, 24e, 34e, 40e) | Twickenham Stadium, Londres 72 000 spectateurs Arbitre : Paul Honiss |
| Match 8 6 mars 2004 16:00 GMT |                                                                                        | Rapport           |                                                                                                 | Twickenham Stadium, Londres 72 000 spectateurs Arbitre : Paul Honiss |

#### Galles - France
| Match 9 7 mars 2004 15:00 GMT | Pays de Galles                                                                                              | 22 – 29 (12 – 13) | France | Millennium Stadium, Cardiff 73 359 spectateurs Arbitre : Stuart Dickinson |
| Match 9 7 mars 2004 15:00 GMT | Essai(s) : M.Williams (79e) Transformation(s) : S. Jones Pénalité(s) : S. Jones 5 (12e, 18e, 23e, 27e, 54e) | Rapport           | Essai(s) : Harinordoquy (39e) Élissalde (57e) Transformation(s) : Élissalde 2 Pénalité(s) : Élissalde 5 (6e, 16e, 46e, 48e, 71e) | Millennium Stadium, Cardiff 73 359 spectateurs Arbitre : Stuart Dickinson |
| Match 9 7 mars 2004 15:00 GMT | | Rapport           | | Millennium Stadium, Cardiff 73 359 spectateurs Arbitre : Stuart Dickinson |

### Quatrième journée

#### Irlande - Italie
| Match 10 20 mars 2004 13:30 GMT | Irlande | 19 – 3 (12 – 0) | Italie                                                           | Lansdowne Road, Dublin 49 250 spectateurs Arbitre : Kelvin Deaker |
| Match 10 20 mars 2004 13:30 GMT | Essai(s) : O'Kelly (25e) O'Driscoll (32e) Horgan (52e) Transformation(s) : O'Gara 2 (32e, 52e) Carton(s) jaune(s) : O'Driscoll (63e) | Rapport         | Pénalité(s) : de Marigny (65e) Carton(s) jaune(s) : Ongaro (17e) | Lansdowne Road, Dublin 49 250 spectateurs Arbitre : Kelvin Deaker |
| Match 10 20 mars 2004 13:30 GMT | | Rapport         |                                                                  | Lansdowne Road, Dublin 49 250 spectateurs Arbitre : Kelvin Deaker |

#### Angleterre - Galles
| Match 11 20 mars 2004 16:00 GMT | Angleterre | 31 – 21 (16 – 9) | Pays de Galles | Twickenham Stadium, Londres 72 200 spectateurs Arbitre : Andrew Cole |
| Match 11 20 mars 2004 16:00 GMT | Essai(s) : Cohen 2 (6e, 64e) Worsley (79e) Transformation(s) : Barkley 2 (6e, 64e) Pénalité(s) : Barkley 4 (16e, 19e, 40e, 73e) | Rapport          | Essai(s) : G. Thomas (42e) Taylor (50e) Transformation(s) : S. Jones (42e) Pénalité(s) : S. Jones 3 (11e, 14e, 23e) | Twickenham Stadium, Londres 72 200 spectateurs Arbitre : Andrew Cole |
| Match 11 20 mars 2004 16:00 GMT | | Rapport          | | Twickenham Stadium, Londres 72 200 spectateurs Arbitre : Andrew Cole |

#### Écosse - France
| Match 12 21 mars 2004 15:00 GMT | Écosse                              | 0 – 31 (0 – 11) | France | Murrayfield Stadium, Édimbourg 66 324 spectateurs Arbitre : Scott Young |
| Match 12 21 mars 2004 15:00 GMT | Carton(s) jaune(s) : Lee (en) (16e) | Rapport         | Essai(s) : Magne (7e) Jauzion 2 (64e, 73e) Transformation(s) : Yachvili 2 (64e, 73e) Pénalité(s) : Yachvili 4 (16e, 30e, 44e, 47e) | Murrayfield Stadium, Édimbourg 66 324 spectateurs Arbitre : Scott Young |
| Match 12 21 mars 2004 15:00 GMT |                                     | Rapport         | | Murrayfield Stadium, Édimbourg 66 324 spectateurs Arbitre : Scott Young |

### Cinquième journée

#### Galles - Italie
| Match 13 27 mars 2004 14:00 GMT | Pays de Galles | 44 – 10 (16 – 0) | Italie                                                                           | Millennium Stadium, Cardiff 70 048 spectateurs Arbitre : Mark Lawrence |
| Match 13 27 mars 2004 14:00 GMT | Essai(s) : S. Williams 2 (24e, 66e) R. Williams 2 (28e, 70e) G. Thomas (53e) Shanklin (59e) Transformation(s) : S. Jones 4 (53e, 59e, 66e, 70e) Pénalité(s) : S. Jones 2 (10e, 15e) | Rapport          | Essai(s) : Masi (61e) Transformation(s) : Wakarua Pénalité(s) : de Marigny (41e) | Millennium Stadium, Cardiff 70 048 spectateurs Arbitre : Mark Lawrence |
| Match 13 27 mars 2004 14:00 GMT | | Rapport          |                                                                                  | Millennium Stadium, Cardiff 70 048 spectateurs Arbitre : Mark Lawrence |

#### Irlande - Écosse
| Match 14 27 mars 2004 16:00 GMT | Irlande | 37 – 16 (16 – 9) | Écosse | Lansdowne Road, Dublin 42 750 spectateurs Arbitre : Nigel Williams |
| Match 14 27 mars 2004 16:00 GMT | Essai(s) : D'Arcy (18e, 73e) Murphy (39e) D. Wallace (53e) Stringer (62e) Transformation(s) : O'Gara 3 (53e, 62e, 73e) Pénalité(s) : O'Gara 2 (4e, 24e) | Rapport          | Essai(s) : Hogg (48e) Transformation(s) : Paterson Pénalité(s) : Paterson 2 (1re, 22e) Drop(s) : Parks (36e) | Lansdowne Road, Dublin 42 750 spectateurs Arbitre : Nigel Williams |
| Match 14 27 mars 2004 16:00 GMT | | Rapport          | | Lansdowne Road, Dublin 42 750 spectateurs Arbitre : Nigel Williams |

#### France - Angleterre
| Match 15 27 mars 2004 20:00 GMT | France | 24 – 21 (21 – 3) | Angleterre | Stade de France, Saint-Denis 79 906 spectateurs Arbitre : Alain Rolland |
| Match 15 27 mars 2004 20:00 GMT | Essai(s) : Harinordoquy (26e) Yachvili (40e+2) Transformation(s) : Yachvili (40e+2) Pénalité(s) : Yachvili 4 (22e, 35e, 40e, 52e) | Rapport          | Essai(s) : Cohen (53e) Lewsey (76e) Transformation(s) : Barkley (76e) Pénalité(s) : Barkley 3 (40e, 49e, 73e) | Stade de France, Saint-Denis 79 906 spectateurs Arbitre : Alain Rolland |
| Match 15 27 mars 2004 20:00 GMT | | Rapport          | | Stade de France, Saint-Denis 79 906 spectateurs Arbitre : Alain Rolland |

## Liste de diffuseurs
- France : France 2
- Irlande : RTÉ One
- Royaume-Uni : La BBC diffuse l'intégralité des 15 rencontres[2]